# Пудовское сельское поселение
Пудовское се́льское поселе́ние — муниципальное образование в Кривошеинском районе Томской области Российской Федерации.
Административный центр — село Пудовка.

## История
Статус и границы сельского поселения установлены Законом Томской области от 10 сентября 2004 года № 203-ОЗ О наделении статусом муниципального района, сельского поселения и установлении границ муниципальных образований на территории Кривошеинского района.

## Население
| 2002 | 2010 | 2012 | 2013 | 2014 | 2015 | 2016 |
| ---- | ---- | ---- | ---- | ---- | ---- | ---- |
| 1084 | ↘947 | ↘920 | ↘902 | ↘880 | ↘861 | ↘829 |
| 2017 | 2018 | 2019 | 2020 | 2021 |      |      |
| ↗849 | ↗850 | ↘845 | ↗865 | ↗918 |      |      |

## Состав сельского поселения
| № | Населённый пункт | Тип населённого пункта       | Население |
| - | ---------------- | ---------------------------- | --------- |
| 1 | Белосток         | село                         | ↘239      |
| 2 | Вознесенка       | деревня                      | ↘130      |
| 3 | Крыловка         | деревня                      | ↗98       |
| 4 | Пудовка          | село, административный центр | ↗451      |